# Stazione di Cislago
La stazione di Cislago è una fermata ferroviaria della linea Saronno-Laveno ubicata nell'omonimo comune.
È gestita da Ferrovienord ed è servita dai treni regionali Trenord. Nel 2005 la stazione ha registrato il passaggio di 683.785 viaggiatori.
Il fabbricato viaggiatori fu costruito negli ultimi anni del decennio 1920-1930, e proprio nel novembre 1930 venne inaugurato con una solenne cerimonia.
Si presenta con un sobrio stile liberty; è parallelepipedo con due piccole ali ai lati. Sulle due facciate più grandi, ci sono un timpano con l'orologio e la scritta del nome della stazione. Il piano terra è occupato da tabaccheria e bar, biglietteria e sala d'aspetto, stanze di controllo della linea. Il piano superiore è abitato. Negli anni novanta del '900 è stata oggetto di un restauro, che ha interessato anche le due banchine di arrivo dei treni, ora protette da grandi tettoie metalliche sorrette da pilastri.
L'arrivo dei treni da Saronno e da Varese era segnalato dal suono di due campanelle originali degli anni trenta, prima integrate e poi sostituite da pannelli luminosi digitali e voce automatica segnalante.
Vi era presente un binario secondario, raccordato alla ditta "Clerici", poi scollegato dalla linea.

## Movimento
La stazione è servita treni regionali svolti da Trenord nell'ambito del contratto di servizio stipulato con la Regione Lombardia.

## Televisione
La stazione compare nella sigla iniziale del programma televisivo Io e la Befana del 1978-1979.